# نماز عید

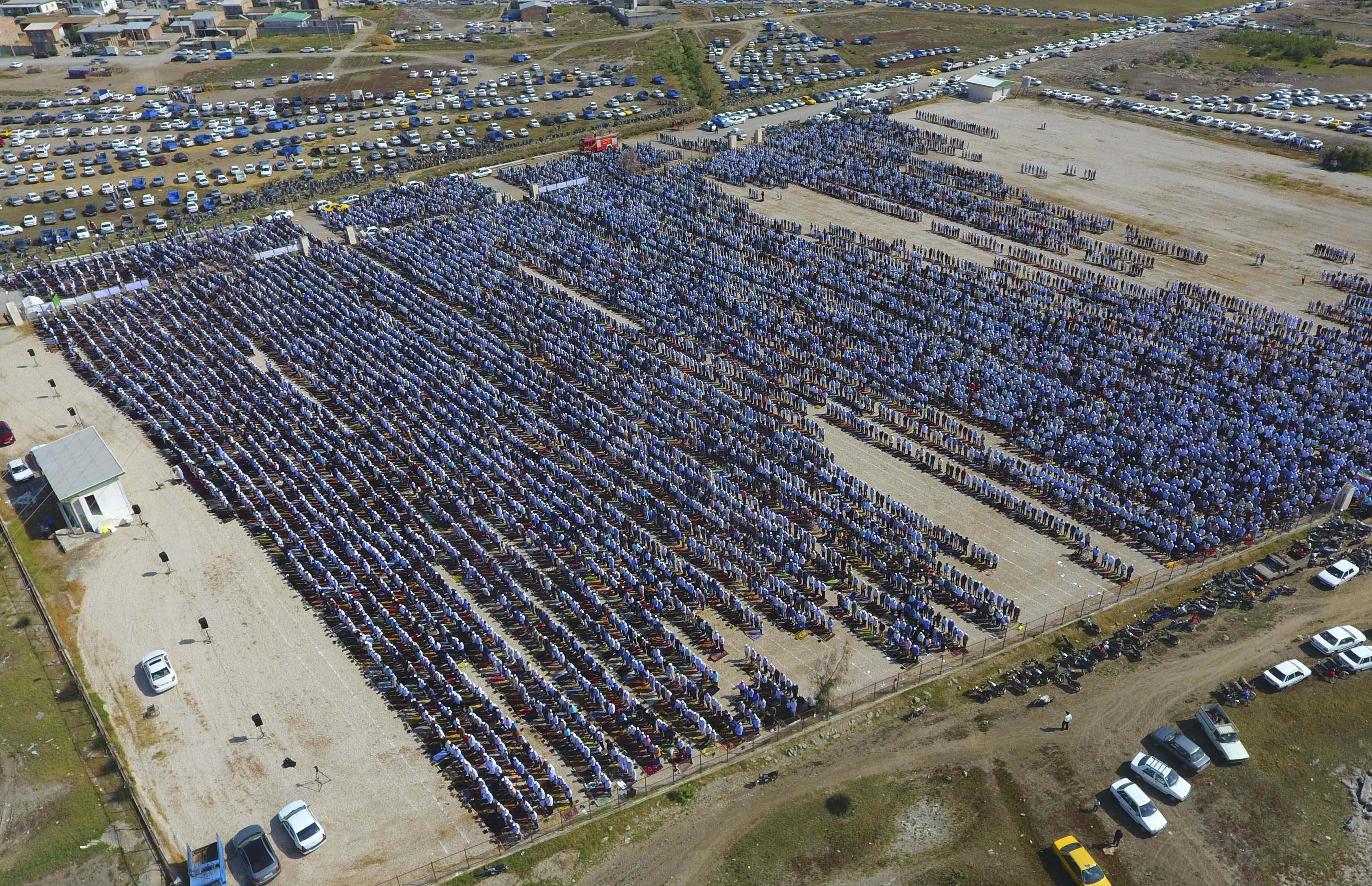
نماز عید فطر در بندر ترکمن ایران

در دین اسلام، نماز عید نمازی است که مسلمانان در دو روز عید فطر و عید قربان می‌خوانند. به عقیده مسلمانان، این نماز در سال اول هجرت واجب شد و مسلمانان در زمان محمد، پیامبر اسلام، به جماعت در این نماز شرکت می‌کردند. این نماز پس از مرگ محمد به همراه خطبه پس از آن و شنیدن خطبه، برای مسلمانان، مستحب مؤکد دانسته می‌شود.

## آداب نماز عید
از آداب نماز عید استحمام، عطر زدن و پوشیدن زیباترین لباس است. مستحب است مسلمانان در روز عید فطر بلافاصله بعد از نماز صبح با خوردن مقداری خرما یا مانند آن قبل از بیرون رفتن برای نماز عید، افطار کنند. در مورد عید قربان، مستحب است بعد از نماز صبح تا وقت قربانی از خوردن و آشامیدن خودداری کنند. اقامه نماز در فضای باز در صورت امکان بهتر از اقامه آن در مساجد است. در غیر این صورت انجام آن در مساجد اشکالی ندارد.

## زمان اقامه نماز
وقت نماز عید فطر از طلوع آفتاب است تا ظهر، ولی مستحب است که نماز عید قربان را بعد از طلوع آفتاب بخواند و در عید فطر مستحب است بعد از طلوع آفتاب افطار کند و زکات فطره را بدهد و بعد نماز عید را بجا آورد.

## حکم نماز

### از نگاه شیعه

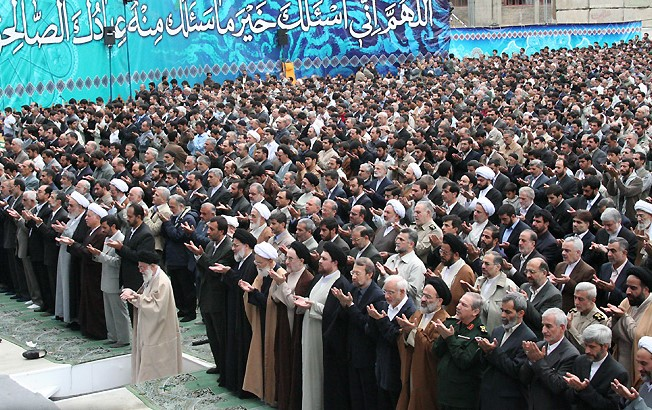
نماز عید فطر به امامت سید علی خامنه‌ای در مصلی تهران

این نماز در زمان حضور امام شیعه واجب است و باید به جماعت خوانده شود و در غیر این صورت مستحب است.

### از نگاه اهل سنت

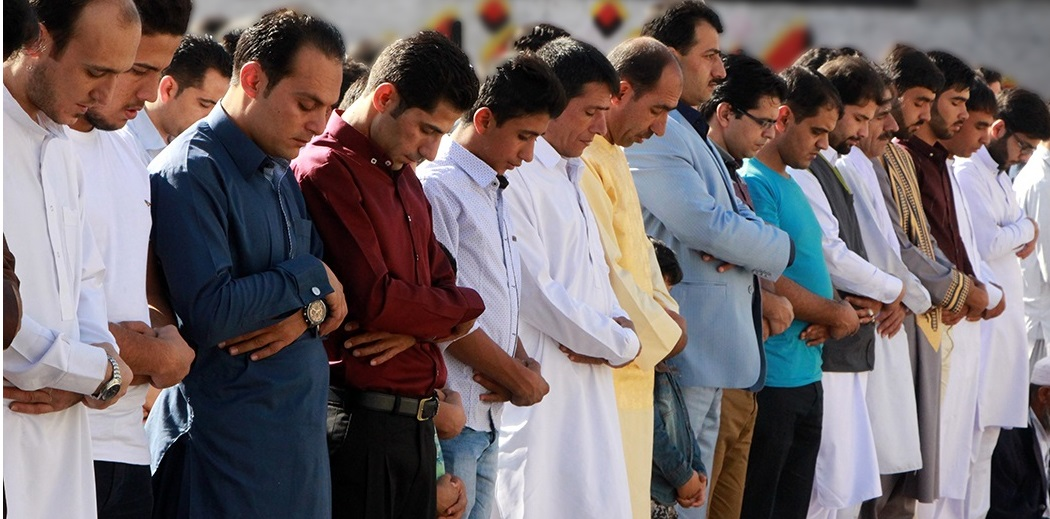
نماز عید فطر، در بیرجند

این نماز در مذهب حنفی واجب، در مذهب مالکی و مذهب شافعی مستحب مؤکد و در مذهب حنبلی، واجب کفایی است.

## روش خواندن نماز عید فطر و قربان
نماز عید فطر و قربان دو رکعت است. اقامه آن همانند نماز صبح است با این تفاوت که به جای سوره توحید در رکعت اول و دوم مستحب است به ترتیب سوره‌های اعلی و سوره شمس خوانده شود، به علاوه اینکه رکعت اول ۵ و رکعت دوم ۴ قنوت دارد.
رکعت اول: در رکعت اوّل بعد از خواندن حمد و سوره باید پنج تکبیر گفت و بعد از هر تکبیر یک قنوت خواند و بعد از قنوت پنجم تکبیر دیگری بگوید و به رکوع رود، بعد دو سجده به جا آورد و برخیزد.
رکعت دوم: در رکعت دوّم بعد از خواندن حمد و سوره چهار تکبیر گفته می‌شود و بعد از هر تکبیر قنوت خوانده می‌شود و بعد از تکبیر پنجم به رکوع رفته و بعد از رکوع دو سجده به جا آورد و تشهّد و سلام گفته می‌شود.
- نماز عید، سوره مخصوصی ندارد، ولی بهتر است که در رکعت اوّل آن سوره شمس (سوره ۹۱) و در رکعت دوّم سوره غاشیه (سوره ۸۸) را بخوانند، یا در رکعت اوّل سوره اعلی (سوره ۸۷) و در رکعت دوّم سوره شمس را بخوانند.[۴]
- در قنوت، هر دعایی می‌توان خواند، ولی خواندن دعای «اللهمَّ اَهْلَ الکبْریاءِ وَالعَظَمَةِ، وَاَهْلَ الْجُودِ وَالْجَبَرُوتِ …» توصیه شده است.[۵]